# Inmigración brasileña en Portugal
Los brasileños son el grupo inmigrante más grande en Portugal, con más de 100.000 personas. Su estatuto jurídico varía según diversos y complejos elementos como la fecha de llegada, los procesos de legalización disponibles para ellos (1992, 1996, 2001, 2003), si están casados con un nacional o tienen antepasados portugueses (u otros europeos), cuál es su nivel de educación y experiencia laboral, etc. Por lo tanto, un gran número de ellos son residentes legales, otros tienen la autorización de permanencia, otros pudieron ser legalizados por el proceso excepcional de 2003 y tienen permisos de trabajo, y muchos otros todavía están indocumentados.

## Estadísticas
Los números oficiales, de acuerdo con el Serviço de Estrangeiros e Fronteiras ("Servicio de Extranjeros y Fronteras"), indicaban que en 2005 había 31.353 brasileños que vivían como residentes legales, y otros 39.961 tenían una autorización de residencia, haciendo un total de 71.314 personas. Cerca de 15.000 de ellos se pudieron legalizar gracias al acuerdo binacional de 2003 (que todavía está en vigor), por lo que hay cerca de 86.000 brasileños en Portugal que han resuelto su situación jurídica.

## Personajes famosos en Portugal de origen brasileño / inmigrantes brasileños
- Bruno Alves - Futbolista.
- Deco - Futbolista.
- Fernando Pinto - Director Ejecutivo de la aerolínea TAP Portugal.
- Gretchen - Cantante, actriz y bailarina.[3]
- Liédson - Futbolista.
- Márcia Goldschmidt - Presentadora de televisión.[3]
- Pepe - Futbolista.
- Tiago Monteiro - Piloto de automovilismo.